# Megaphragma stenopterum
Megaphragma stenopterum är en stekelart som först beskrevs av Lin 1992.  Megaphragma stenopterum ingår i släktet Megaphragma och familjen hårstrimsteklar. Inga underarter finns listade i Catalogue of Life.